# 튜다
튜다(고대 그리스어: Θευδᾶς, 공동번역성서), 드다(개신교), 테우다스(가톨릭)(서기 46년 사망)은 서기 1세기 유대인 반란군 지도자이다. 학자들은 튜다의 이름이 그리스 식이지만 '물과 함께 흐르는' 의미의 셈어(Semitic)의 어원을 그의 이름으로 본다. 서기 44-46년 사이 어느 시기엔가, 튜다는 짧은 반란기간에 그 추종자들을 이끌었다.

## 반란
본 내용의 주된 출처인 요세푸스는 다음과 같이 기록하고 있다.
쿠스피우스 파두스(Cuspius Fadus)가 유대의 총독으로 재임하는 동안, 드다라는 이름의 어떤 사기꾼이 다수의 백성들을 설득하여 그들에게 영향을 주고, 요단강에 그를 따라가도록 했다. 이는 그가 사람들에게 자신이 선지자라고 말했고, 그가 자신의 명령으로 강을 갈라지게 하여 사람들이 쉽게 강을 건너게 할 수 있다고 하였기 때문이다. 많은 사람들이 그의 말에 미혹되었다. 그러나, 파두스는 그가 허튼 시도를 진행시키도록 허용하지 않았고, 그들에 대항하여 기마 군대를 파병하였다. 예상치 못하게 그들을 마주친 후에, 수 많은 사람들을 도륙하였고, 수 많은 사람들을 생포하였다. 군대는 튜다도 생포하여 참수하고, 그 머리를 예루살렘으로 가져왔다. (Jewish Antiquities 20.97-98)
이 운동은 해산되었고, 이후 다시 소식이 들리지 않았다.
요세푸스는 튜다의 추종자들의 수를 언급하지 않았으나, 사도행전 5:36에 언급된 튜다가 동일인이라면 추종자들은 약 400명이라고 언급하고 있다.

## 튜다와 관련된 논란
성서학에서는 튜다가 한 번만 언급되기 때문에 만약 사도행전과 요세푸스가 동일 인물에 대해서 언급하고 있고 요세푸스의 기록이 정확하다고 가정한다면 연대기가 문제된다. 사도행전에서는 산헤드린 공의회의 구성원인 가말리엘이 튜다를 언급하며 사도들을 변호한다.
"말하되 이스라엘 사람들아 너희가 이 사람들에게 대하여 어떻게 하려는지 조심하라. 이 전에 드다가 일어나 스스로 선전하매 사람이 약 사백 명이나 따르더니 그가 죽임을 당하매 따르던 모든 사람들이 흩어져 없어졌고 그 후 호적할 때에 갈릴리의 유다가 일어나 백성을 꾀어 따르게 하다가 그도 망한즉 따르던 모든 사람들이 흩어졌느니라" (사도행전 5:35-37)
서기 37년 이전에 이 말을 한 가말리엘이 튜다의 반란을 언급하는 것으로 묘사되고, 이를 수십년 전인 서기 6년 퀴리니우스의 인구조사 시기에 있었던 갈릴리 유다의 반란과 연결하는 것은 문제가 된다. 그러나 요세푸스는 튜다의 반란은 약 서기 45년에 발생했고 이 시기는 가말리엘이 변호한 것으로 언급되는 시기 이후이며, 갈릴리 유다의 시기보다 오랜 기간 이후인 것으로 분명하게 기록하고 있다.
이러한 점은 사도행전이 요세푸스를 원전으로 사용하였고, 그 과정에서 문헌에 튜다의 반란 이후 '갈릴리 유다의 자손들'이 처형된 것에 대하여 나중에 언급된 것을 유다의 반란이 시기적으로 늦은 것으로 착각한 것이라고 제안되어 왔다. 그러나 저자 누가가 요세푸스를 사용하였다는 것은 소수 견해이다. 또한 사도행전은 알려지지 않은 다른 튜다에 대해서 언급하고 있는 것이라고 제안되기도 했으며, 이는 요세푸스는 수만번의 폭동 중 4 개에 대해서만 상세하게 설명하고 있을 뿐이고, 튜다는 특이한 이름이 아니었기 때문이라는 이유이다. 고대 역사 학자이자 신약학 학자인 폴 바넷(Paul Barnett)에 따르면, "누가가 악명높은 동시대에 대하여 오류를 만들지 않았을 것으로 보인다'고 한다.